# Damlos
Damlos település Németországban, Schleswig-Holstein tartományban. Lakosainak száma 606 fő (2023. december 31.).

## Népesség
A település népességének változása:
| Lakosok száma | 555  | 667  | 592  | 603  | 620  | 593  | 606  |
|               | 1975 | 2014 | 2017 | 2019 | 2021 | 2022 | 2023 |